# Бонтемпелли, Массимо
Массимо Бонтемпелли (12 мая 1878 — 21 июля 1960) — итальянский писатель, журналист и драматург, эссеист, композитор. Был одним из основателей итальянского магического реализма, за свою жизнь создал несколько сборников рассказов и стихотворений, ряд романов и пьес, а также несколько музыкальных произведений.

## Биография
Родился в городе Комо в семье железнодорожного инженера, в детстве часто переезжал с места на место. В 1902 году окончил Туринский университет, защитив диссертацию на тему происхождения фалекейского стиха, и начал работать учителем в средней школе. На этой должности он работал семь лет, параллельно занимаясь написанием статей для газет, и в конце концов отказался от преподавания в пользу журналистики. В 1904 году опубликовал своей первый сборник рассказов и две пьесы, написанные в духе классицизма, от которого он впоследствии отрёкся. В 1910 году переехал во Флоренцию. Во время Первой мировой войны был военным корреспондентом, с 1917 года также проходил службу в артиллерии. После войны поселился в Милане и заинтересовался литературой, в особенности направлениями футуризма и магического реализма. В 1919 году опубликовал очередной сборник своих стихов, написанных в военные годы, в которых уже чувствовалось влияние футуризма. В 1921—1922 годах работал журналистом в Париже, затем переехал в Рим. В 1926 году стал одним из основателей литературного журнала «Новеченто», с которым, однако, порвал уже через год.
С конца 1920-х и на протяжении 1930-х годов активно поддерживал фашистский режим, занимал с 1928 года должность секретаря Союза фашистских писателей и часто ездил за границу с пропагандистскими лекциями об итальянской культуре; в 1935 году был одним из редакторов школьного учебника по литературе. В 1938 году, однако, он отказался занять профессорский пост в университете, который ранее занимал уволенный профессор-еврей, и был изгнан из фашистской партии, что также вынудило его покинуть Рим и переехать в Венецию. После Второй мировой войны Бонтемпелли вернулся в Милан, основал Национальный союз драматургов, а в 1948 году победил на выборах в Сенат, но не был допущен к работе, когда выяснились его связи с фашистами в прошлом. В 1953 году за свой роман L’amante fedele стал лауреатом Премии Стрега — самой престижной литературной награды Италии. Умер в Риме.